# Società Sportiva Arezzo 2024-2025
Questa voce raccoglie le informazioni riguardanti la Società Sportiva Arezzo nelle competizioni ufficiali della stagione 2024-2025.

## Rosa
Aggiornata al 5 gennaio 2025
| N. |                   | Ruolo | Calciatore          |
| -- | ----------------- | ----- | ------------------- |
|    | Italia (bandiera) | C     | Jacopo Dezi         |
| 1  | Italia (bandiera) | P     | Luca Trombini       |
| 2  | Italia (bandiera) | D     | Alberto Montini     |
| 5  | Italia (bandiera) | D     | Matteo Gilli        |
| 6  | Italia (bandiera) | C     | Alessandro Renzi    |
| 7  | Italia (bandiera) | A     | Filippo Guccione    |
| 8  | Italia (bandiera) | C     | Andrea Settembrini  |
| 9  | Italia (bandiera) | A     | Roberto Ogunseye    |
| 10 | Italia (bandiera) | A     | Emiliano Pattarello |
| 11 | Italia (bandiera) | A     | Mario Ravasio       |
| 12 | Italia (bandiera) | P     | Amoris Galli        |
| 14 | Italia (bandiera) | C     | Simone Fiore        |
| 15 | Italia (bandiera) | D     | Nicolò Gigli        |

| N. |                   | Ruolo | Calciatore         |
| -- | ----------------- | ----- | ------------------ |
| 16 | Ghana (bandiera)  | C     | Eklu Shaka Mawuli  |
| 17 | Italia (bandiera) | D     | Mirko Lazzarini    |
| 18 | Italia (bandiera) | C     | Mattia Damiani     |
| 20 | Italia (bandiera) | C     | Salvatore Santoro  |
| 21 | Italia (bandiera) | A     | Camillo Tavernelli |
| 22 | Italia (bandiera) | P     | Daniele Borra      |
| 23 | Italia (bandiera) | D     | Samuele Righetti   |
| 24 | Italia (bandiera) | C     | Luca Chierico      |
| 26 | Italia (bandiera) | D     | Niccolò Bigi       |
| 27 | Italia (bandiera) | D     | Lorenzo Coccia     |
| 28 | Italia (bandiera) | A     | Alessandro Capello |

## Risultati

### Serie C

#### Girone d'andata
| Arbitro: | Migliorini (Verona) |

|          |           |  |
| Iori 71’ | Marcatori |  |

| Arbitro: | Gangi (Enna ) |

|                                              |           |  |
| Peixoto 29’ Nicastro 34’ (rig.) Ceccacci 87’ | Marcatori |  |

| Arbitro: | Pasculli (Como) |

|                                                  |           |                       |
| Fabrizi 26’ Pellegrino 67’ Bruzzaniti 79’ (rig.) | Marcatori | 90’ (rig.) Pattarello |

| Arbitro: | Mazzoni (Prato) |

|                       |           |  |
| Pattarello 90’ (rig.) | Marcatori |  |

| Arbitro: | Cappai (Cagliari) |

|  |           |              |
|  | Marcatori | 81’ Ogunseye |

| Arbitro: | Frasynyak (Gallarate) |

|                          |           |  |
| Guccione 35’ Gaddini 89’ | Marcatori |  |

| Arbitro: | Leone (Barletta) |

|                  |           |                         |
| Tavernelli 45+2’ | Marcatori | 1’ Cianci 14’ Cicerelli |

| Arbitro: | Castellone (Napoli) |

|  |           |                     |
|  | Marcatori | 10’, 45+1’ Ogunseye |

| Arbitro: | Dorillo (Torino) |

|              |           |                |
| Ogunseye 25’ | Marcatori | 55’ Longobardi |

| Arbitro: | Catanzaro (Catanzaro) |

|  |           |                |
|  | Marcatori | 47’ Tavernelli |

| Arbitro: | Colaninno (Nola) |

|                       |           |              |
| Renzi 62’ Gaddini 72’ | Marcatori | 44’ Karlsson |

| Arbitro: | Andreano (Prato) |

|                       |           |            |
| Puletto 11’ Gerbi 63’ | Marcatori | 16’ Mawuli |

| Arbitro: | Zago (Conegliano) |

|                       |           |             |
| Pattarello 85’ (rig.) | Marcatori | 70’ Corazza |

| Arbitro: | Rinaldi (Bassano del Grappa) |

|                      |           |                          |
| Longo 8’ Jiménez 39’ | Marcatori | 28’ Tavernelli 88’ Gucci |

| Arezzo 17 novembre 2024, ore 15:00 CET 15ª giornata | Arezzo           | 0 – 0 referto | Pescara | Stadio Città di Arezzo (3 681 spett.)\| Arbitro: \| Lovison (Padova) \| |
| Arbitro:                                            | Lovison (Padova) |               |         |                                                                         |

| Arbitro: | Grasso (Ariano Irpino) |

|                             |           |  |
| Di Maggio 12’ Montevago 83’ | Marcatori |  |

| Arbitro: | Pezzopane (L'Aquila) |

|              |           |              |
| Guccione 34’ | Marcatori | 70’ Franzoni |

| Arbitro: | Di Loreto (Terni) |

|  |           |                     |
|  | Marcatori | 23’ (rig.) Guccione |

| Arbitro: | Di Reda (Molfetta) |

|                                 |           |                  |
| Pattarello 11’, 45+1’, 47’, 49’ | Marcatori | 32’, 64’ Mignani |

#### Girone di ritorno
| Arbitro: | Mbei (Cuneo) |

|  |           |                       |
|  | Marcatori | 56’ (rig.) Pattarello |

| Arezzo 6 gennaio 2025, ore 15:00 CET 21ª giornata | Arezzo                   | 0 – 0 referto | Vis Pesaro | Stadio Città di Arezzo (3 166 spett.)\| Arbitro: \| Manzo (Torre Annunziata) \| |
| Arbitro:                                          | Manzo (Torre Annunziata) |               |            |                                                                                 |

| Arbitro: | Vergaro (Bari) |

|                  |           |                                   |
| Pattarello 45+2’ | Marcatori | 73’ Bruzzaniti 85’ (aut.) Gaddini |

| Arbitro: | D'Eusanio (Faenza) |

|  |           |                                       |
|  | Marcatori | 38’ Gigli 49’ Guccione 54’ Pattarello |

| Arbitro: | Gemelli (Messina) |

|                             |           |                                         |
| Guccione 84’ Pattarello 89’ | Marcatori | 2’ Moretti 66’ Cerretti 73’, 82’ Vitali |

| Gubbio 2 febbraio 2025, ore 12:30 CET 25ª giornata | Gubbio        | 0 – 0 referto | Arezzo | Stadio Pietro Barbetti (2 749 spett.)\| Arbitro: \| Nigro (Prato) \| |
| Arbitro:                                           | Nigro (Prato) |               |        |                                                                      |

| Arbitro: | Sacchi (Macerata) |

|                               |           |                |
| Cicerelli 28’, 30’ Curcio 71’ | Marcatori | 23’ Pattarello |

| Arbitro: | Restaldo (Ivrea) |

|  |           |               |
|  | Marcatori | 45+1’ Guiébré |

| Arbitro: | Colaninno (Nola) |

|  |           |                            |
|  | Marcatori | 37’ Tavernelli 55’ Ravasio |

| Arbitro: | Gandino (Alessandria) |

|             |           |  |
| Ravasio 88’ | Marcatori |  |

| Arbitro: | Di Loreto (Terni) |

|  |           |                          |
|  | Marcatori | 18’ Gilli 27’ Pattarello |

| Arbitro: | Picardi (Viareggio) |

|  |           |             |
|  | Marcatori | 45’ Cortesi |

| Arbitro: | Bozzetto (Bergamo) |

|            |           |  |
| Varone 52’ | Marcatori |  |

| Arezzo 22 marzo 2025, ore 19:30 CET 33ª giornata | Arezzo    | – referto | Milan Futuro | Stadio Città di Arezzo |
| \| \| \| \| \| \| Marcatori \| \|                |           |           |              |                        |
|                                                  |           |           |              |                        |
| Gol                                              | Marcatori | Gol       |              |                        |

| Pescara 29 marzo 2025, ore 15:00 CET 34ª giornata | Pescara   | – referto | Arezzo | Stadio Adriatico-Giovanni Cornacchia |
| \| \| \| \| \| \| Marcatori \| \|                 |           |           |        |                                      |
|                                                   |           |           |        |                                      |
| Gol                                               | Marcatori | Gol       |        |                                      |

| Arezzo 6 aprile 2025, ore 15:00 CEST 35ª giornata | Arezzo    | – referto | Perugia | Stadio Città di Arezzo |
| \| \| \| \| \| \| Marcatori \| \|                 |           |           |         |                        |
|                                                   |           |           |         |                        |
| Gol                                               | Marcatori | Gol       |         |                        |

| Chiavari 13 aprile 2025, ore 15:00 CEST 36ª giornata | Virtus Entella | – referto | Arezzo | Stadio comunale |
| \| \| \| \| \| \| Marcatori \| \|                    |                |           |        |                 |
|                                                      |                |           |        |                 |
| Gol                                                  | Marcatori      | Gol       |        |                 |

| Arezzo 21 aprile 2025, ore 15:00 CEST 37ª giornata | Arezzo    | – referto | Lucchese | Stadio Città di Arezzo |
| \| \| \| \| \| \| Marcatori \| \|                  |           |           |          |                        |
|                                                    |           |           |          |                        |
| Gol                                                | Marcatori | Gol       |          |                        |

| Arezzo 27 aprile 2025, ore 15:00 CEST 38ª giornata | Arezzo    | – referto | Pianese | Stadio Città di Arezzo |
| \| \| \| \| \| \| Marcatori \| \|                  |           |           |         |                        |
|                                                    |           |           |         |                        |
| Gol                                                | Marcatori | Gol       |         |                        |

### Coppa Italia Serie C

#### Turni eliminatori
| Arbitro: | Ursini (Pescara) |

|             |           |                                    |
| Nicastro 2’ | Marcatori | 25’ Guccione 46’ Gucci 85’ Gaddini |

| Arbitro: | Di Loreto (Terni) |

|                           |           |             |
| Chiosa 27’ Pattarello 76’ | Marcatori | 10’ Corazza |

#### Fase finale
| Arbitro: | Leone (Barletta) |

|                  |           |                   |
| Matos 90’ (rig.) | Marcatori | 13’, 17’ Ogunseye |

| Arbitro: | Vogliacco (Bari) |

|  |           |             |
|  | Marcatori | 88’ Lescano |

## Statistiche

### Statistiche di squadra
Statistiche aggiornate al 16 marzo 2025
| Competizione         | Punti | In casa | In casa | In casa | In casa | In casa | In casa | In trasferta | In trasferta | In trasferta | In trasferta | In trasferta | In trasferta | Totale | Totale | Totale | Totale | Totale | Totale | D.R. |
| Competizione         | Punti | G       | V       | N       | P       | Gf      | Gs      | G            | V            | N            | P            | Gf           | Gs           | G      | V      | N      | P      | Gf     | Gs     | D.R. |
| -------------------- | ----- | ------- | ------- | ------- | ------- | ------- | ------- | ------------ | ------------ | ------------ | ------------ | ------------ | ------------ | ------ | ------ | ------ | ------ | ------ | ------ | ---- |
| Serie C              | 49    | 16      | 6       | 5       | 5       | 18      | 16      | 16           | 8            | 2            | 6            | 18           | 16           | 32     | 14     | 7      | 11     | 36     | 32     | +4   |
| Coppa Italia Serie C | -     | 2       | 1       | 0       | 1       | 2       | 2       | 2            | 2            | 0            | 0            | 5            | 2            | 4      | 3      | 0      | 1      | 7      | 4      | +3   |
| Totale               | -     | 18      | 7       | 5       | 6       | 20      | 18      | 18           | 10           | 2            | 6            | 23           | 18           | 36     | 17     | 7      | 12     | 43     | 36     | +7   |

### Andamento in campionato
| Giornata  | 1 | 2  | 3  | 4  | 5 | 6 | 7 | 8 | 9 | 10 | 11 | 12 | 13 | 14 | 15 | 16 | 17 | 18 | 19 | 20 | 21 | 22 | 23 | 24 | 25 | 26 | 27 | 28 | 29 | 30 | 31 | 32 | 33 | 34 | 35 | 36 | 37 | 38 |
| --------- | - | -- | -- | -- | - | - | - | - | - | -- | -- | -- | -- | -- | -- | -- | -- | -- | -- | -- | -- | -- | -- | -- | -- | -- | -- | -- | -- | -- | -- | -- | -- | -- | -- | -- | -- | -- |
| Luogo     | C | T  | T  | C  | T | C | C | T | C | T  | C  | T  | C  | T  | C  | T  | C  | T  | C  | T  | C  | C  | T  | C  | T  | T  | C  | T  | C  | T  | C  | T  | C  | T  | C  | T  | C  | T  |
| Risultato | V | P  | P  | V  | V | V | P | V | N | V  | V  | P  | N  | N  | N  | P  | N  | V  | V  | V  | N  | P  | V  | P  | N  | P  | P  | V  | V  | V  | P  | P  |    |    |    |    |    |    |
| Posizione | 4 | 11 | 14 | 10 | 7 | 3 | 5 | 5 | 5 | 5  | 5  | 5  | 5  | 5  | 5  | 6  | 6  | 6  | 6  | 6  | 6  | 6  | 6  | 6  | 6  | 6  | 7  | 7  | 6  | 6  | 6  | 7  |    |    |    |    |    |    |

Legenda:

Luogo: C = Casa; T = Trasferta. Risultato: V = Vittoria; N = Pareggio; P = Sconfitta.